# Flagenium pedunculatum
Flagenium pedunculatum är en måreväxtart som beskrevs av Markus Ruhsam och Aaron Paul Davis. Flagenium pedunculatum ingår i släktet Flagenium och familjen måreväxter. Inga underarter finns listade i Catalogue of Life.